# آندریا بوندیولی
آندریا بوندیولی (انگلیسی: Andrea Bondioli؛ زادهٔ ۲۱ فوریهٔ ۱۹۹۷) بازیکن فوتبال اهل ایتالیا است.